# Lokal (artist)
Lokal, artistnamn för Karl Gustav Zachris Levander, född 24 maj 1996 i Vantörs församling i Stockholm, är en svensk artist och rappare inom genrena hiphop och rap.

## Karriär

### Musiklivet
Sommaren 2015 släppte Lokal låten Havet är djupt tillsammans med Ibbe och Patryk som i februari 2018 hade fått tio miljoner spelningar/streams. Låtens musikvideo hade i oktober 2019 över en miljon visningar på Youtube.
2017 släppte Lokal låten När man minst anar som handlar om hans vän och rapparen Aiman Qabli som mördades natten till julafton i Alby 2015, endast tjugo år gammal. Han medverkar även på Don Vs låt Illojal från 2018.

### Kritik
Under 2019 startade Levander en Youtube-kanal, där han släppte sessions och smakprov på sin egen musik samt reagerade på andra rappares musik. 2021 började han med debatter, där han bjöd in personer med kontroversiella åsikter, för att debattera mot varandra. Han har emellertid fått motta en del kritik för att upplåtit sin plattform utan att ta ansvar för innehållet, genom att argumentera för sin ståndpunkt i videoklippens beskrivningar. På Youtube-kanalen hånades bland annat influeraren Joakim Lundell och den tidigare S-politikern Jan Emanuel Johansson av en inbjuden gäst.

## Diskografi (i urval)
Senast uppdaterad: 18 juni 2021.

### EP
- 2019 – Ditt rätta jag
- 2016 – Utan dig
- 2015 – Nästa år

### Singlar (i urval)
- 2021 – SOS
- 2021 – CLOUT ft. Elvis
- 2019 – Ditt rätta jag
- 2018 – Illojal ft. Don V
- 2016 – Utan dig
- 2015 – Havet är djupt ft. Patryk och Ibbe
- 2015 – Över en natt